# Португалия на летних Олимпийских играх 1980
Португалия принимала участие в Летних Олимпийских играх 1980 года в Москве (СССР) в пятнадцатый раз за свою историю, но не завоевала ни одной медали. Несмотря на бойкот олимпиады некоторыми странами, Олимпийский комитет Португалии, без финансовой поддержки со стороны правительства, делегировал 11 олимпийцев в шести видах спорта, дебютируя в боксе. Сборная страны на открытии и закрытии игр шла под олимпийским флагом.